# Niueština
Niueština (niuesky: ko e vagahau Niuē) je austronéský jazyk podobný tongánštině (a v menší míře též havajštině, maorštině, samojštině a jiným jazykům Polynésie). Právě spolu s tongánštinou tvoří podskupiny tongických jazyků. Je to tradiční jazyk ostrova Niue, který patří k Novému Zélandu. Niueštinou mluví přibližně 2000 lidí na Niue (což je asi 98% obyvatel ostrova) a dále mnoho dalších lidí mimo ostrov. Většina mluvčích niueštiny umí zároveň také anglicky. Má dva hlavní dialekty: severní Motu a jižní Tafiti.

## Niueská abeceda
a, ā, e, ē, f, g, h, i, ī, k, l, m, n, o, ō, p, s, t, u, ū, v + spřežky fā, gā, hā, kā, lā, mā, nā, pā, tā, vā, rā a sā

## Niueská čísla
| 1 | taha | 10 | hogofulu   | 100 | taha e teau   | 1000 | taha e afe   |
| 2 | ua   | 20 | uafulu     | 200 | ua (e) teau   | 2000 | ua (e) afe   |
| 3 | tolu | 30 | tolugofulu | 300 | tolu (e) teau | 3000 | tolu (e) afe |
| 4 | fā   | 40 | fagofulu   |     |               |      |              |
| 5 | lima | 50 | limagofulu |     |               |      |              |
| 6 | ono  |    |            |     |               |      |              |
| 7 | fitu |    |            |     |               |      |              |
| 8 | valu |    |            |     |               |      |              |
| 9 | hiva |    |            |     |               |      |              |

## Užitečné fráze
| Niuesky                                            | Česky                                                   |
| Fakaalofa atu!                                     | Vítejte!                                                |
| Fakaalofa lahi atu!                                | Pozdrav tobě!                                           |
| Ko hai e higoa haau?                               | Jak se jmenuješ?                                        |
| Ko ... e higoa haaku                               | Jmenuji se ...                                          |
| Monuina e aho!                                     | Měj hezký den!                                          |
| Fakamolemole                                       | Prosím                                                  |
| Fakaue lahi!                                       | Děkuji!                                                 |
| Malolo nakai a kole?                               | Jak se máš?                                             |
| Koe kia!                                           | Sbohem (s) tebou!                                       |
| E / Nakai                                          | Ano / Ne                                                |
| Hau e pasi he hola fila?                           | V kolik přijede autobus?                                |
| Kua ta e matahola fiha he mogo nei?                | Kolik je teď hodin?                                     |
| Fakaholo fakasekiseki he po neke mapela e tau uga. | Při jízdě v noci buďte opatrní na kokosové kraby (uga). |